# Rustavi
För andra betydelser, se Rustavi (olika betydelser).
Rustavi (georgiska: რუსთავი) är en stad i sydöstra Georgien, och är den administrativa huvudorten för regionen Nedre Kartlien (Kvemo Kartli). Staden hade 125 103 invånare (2014). Rustavi ligger på Mtkvarifloden.
Staden har två historiska perioder, en fram tills tiden då staden blev förstörd på 1400-talet, den andra från sovjeteran och framåt.
Rustavi hör inte till något distrikt, utan är en självstyrande stad.

## Rustavi efter Sovjets fall
Sovjetunionens fall fick katastrofala följder för Rustavi eftersom den integrerade Sovjetekonomin föll samman, vilket staden var en nyckeldel i. De många stora fabrikerna i Rustavi lades ner, och omkring 65% av befolkningen gick arbetslös, vilket ökade de sociala problemen och fattigdomen i staden.
Antalet invånare i staden sjönk från 160,000 på mitten av 1990-talet till 116,000 år 2002 då många sökte sig bort från staden för att få jobb.

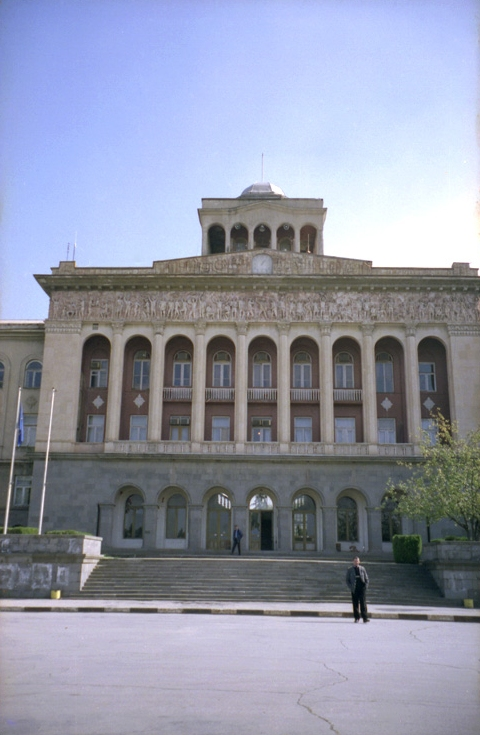
Rustavis gamla stålfabriks huvudkontor

## Vänorter
- Idzjevan, Armenien (sedan 1996)
- Sumqayıt, Azerbajdzjan.
- Ganja, Azerbajdzjan.
- Łódź, Polen (sedan 1998)[2].
- Gdynia, Polen (sedan 2010)
- Krasnojarsk, Ryssland
- Rotherham, Storbritannien (sedan 2001)
- Kiruna, Sverige
- Inegol, Turkiet (sedan 2002)

- - Källa: www.rustavi.ge[död länk]